# Bradycellus lusitanicus
Bradycellus lusitanicus é uma espécie de insetos coleópteros pertencente à família Carabidae.
A autoridade científica da espécie é Dejean, tendo sido descrita no ano de 1829.
Trata-se de uma espécie presente no território português.